# موتور علی سابقی
موتور علی سابقی یک منطقهٔ مسکونی در ایران است که در دهستان جازموریان واقع شده‌است. موتور علی سابقی ۷۹ نفر جمعیت دارد.